# Nosovîțea, Dubno
Nosovîțea (în ucraineană Носовиця) este un sat în comuna Ptîcea din raionul Dubno, regiunea Rivne, Ucraina.

## Demografie
Componența lingvistică a localității Nosovîțea
     Ucraineană (100%)
Conform recensământului din 2001, toată populația localității Nosovîțea era vorbitoare de ucraineană (100%).